# Yamana (Klan)

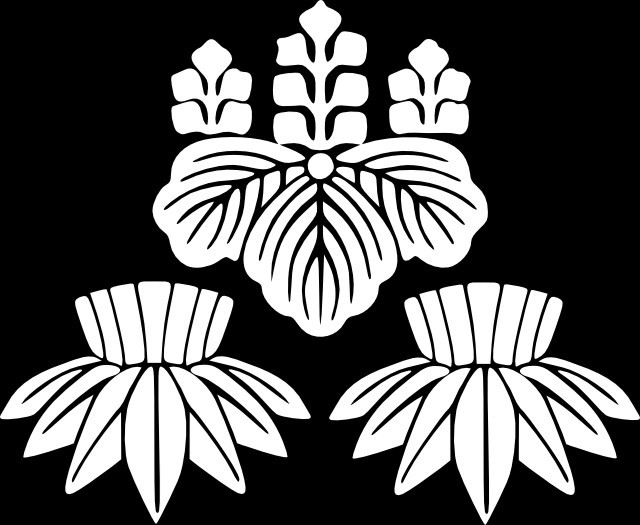
Wappen der Yamana

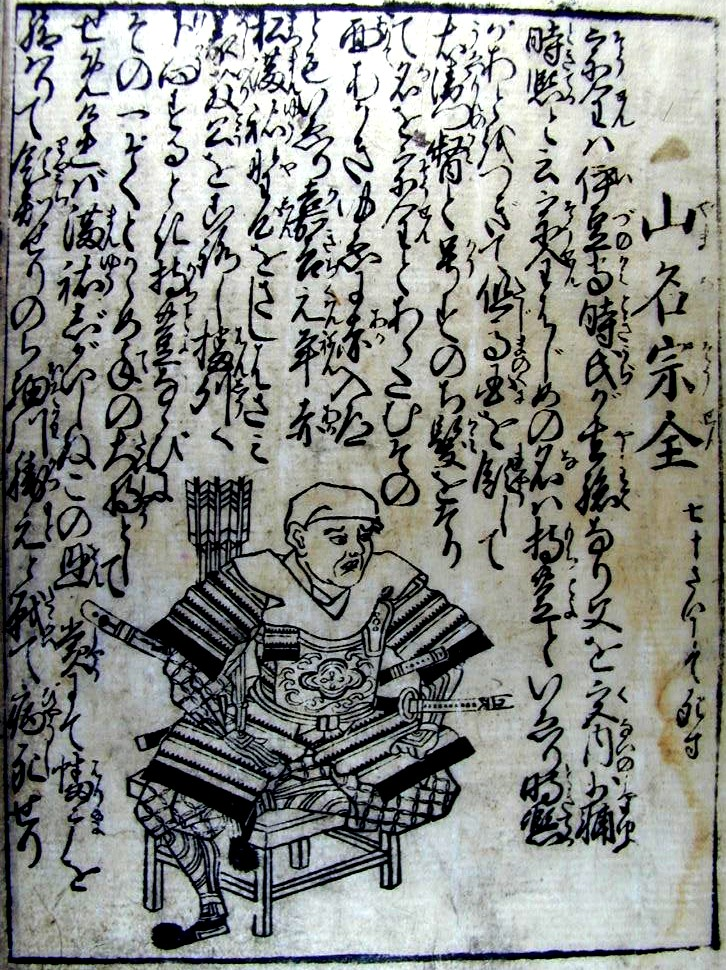
Yamana Sōzen

Die Yamana (japanisch 山名氏 Yamana-shi) waren eine Familie des japanischen Schwertadels (Buke), die sich von Minamoto no Yoshishige (源 義重) und über ihn von den (Seiwa Genji), ableitete. Unter Toyotomi Hideyoshi verloren sie um 1580 ihren Rang als Provinz-Gouverneure.

## Bekannte Mitglieder der Familie
- Yoshinori (義範) war ein Sohn Yoshishiges. Er war der Erste, der den Namen Yamana annahm.

- Tokiuiji (時氏; † 1372) war ein Nachkomme Yoshinoris in der 8. Generation. Er stand auf der Seite des Shōgun Ashikaga Takauji, beteiligte sich 1340 an der Schlacht von Takanoshita in der Provinz Suruga und 1336 an dem Feldzug in Kyūshū. 1340 schickte er En'ya Takasada (塩谷高貞) in der Provinz Izumo in den Tod und wurde Bettō des Samurai-dokoro[A 1] und Gouverneur der Provinz Inaba und Hōki. Als er, von Takauji gesandt, Hosokawa Akiuji (細川 顕氏; † 1352) retten sollte, der von Kusunoki Masaura (楠木 正行; 1326–1348) geschlagen worden war, wurde er 1347 in der Schlacht von Urino (Provinz Settsu) vollständig geschlagen, wobei er sieben Wunden erhielt. Ab 1352 unterstützte er die Südliche Dynastie[1] und kämpfte gegen die Ashikaga. 1362 eroberte er die Provinzen Mimasaka, Bizen, Bitchū, Inaba und Tamba. Er erneuerte danach aber seine Verbindung zur Nördlichen Dynastie[1] und Shōgun Ashikaga Yoshiakira überließt ihm seine fünf Provinzen. Dann schor er sein Haupt und nahm den Namen Dōjō an. – Tokiuji hatte 11 Söhne.

- Moroyoshi (師義; † 1376) war der älteste Sohn Tokiujis. Bereits im Alter von 14 Jahren nahm er an den Schlachten seines Vaters teil. Shōgun Ashikaga Takauji versprach ihm die kleine Provinz Wakasa, starb aber, bevor sie ihm offiziell übergeben werden konnte. Nach dem Sieg am Hachiman 1352 erneuerte er seine Bitte, wurde aber von Shōgun Ashikaga Yoshiakira abgewiesen. Verärgert kehrte er nach Hōki zurück und beschwor 1352 seinen Vater, sich der Südlichen Dynastie anzuschließen. Im folgenden Jahr schlug er Yoshiakira bei Kyōto, wurde dann aber 1355 selbst geschlagen. Nachdem er die Provinzen Mimasaka, Bizen und weitere Provinzen erobert hatte, schloss er sich wieder den Ashikaga an und wurde Bettō des Samurai-dokoro. Später schor er sein Haupt und nannte sich Dōkō.

- Yoshimasa (義理) war der zweite Sohn Tokiujis. Er eroberte im Namen der Ashikaga die Provinzen Izumi und Kii. Dann geriet er in Streit mit Shōgun Ashikaga Yoshimitsu und attackierte in. Er wurde aber geschlagen, wobei sein jüngerer Bruder Ujikiyo sein Leben verlor. Er ergab sich und wurde gezwungen, sein Haupt zu scheren. Er nahm den Namen Sōkō an und zog sich in den Tempel Kōkoku-ji zurück.

- Ujikiyo (氏清) war der vierte Sohn Tokiujis. Er war Gouverneur der Provinz Tamba, dann der Provinz Izumi. Er war gegen die Ashikaga, wurde aber geschlagen und von Ishshiki Akinori (一色詮範; † 1406) getötet.

- Ujiyuki (氏幸) war ein Sohn Moroyoshis. Er revoltierte 1390 gegen Shōgun Ashikaga Yoshimitsu, wurde aber geschlagen. Er unterwarf sich, und zwei Jahre später erhielt er, als die Provinzen der Yamana aufgeteilt wurden, die Provinz Hōki.

- Mitsuyuki (満幸; † 1395) war ein weiterer Sohn Moroyoshis. 1384 wurde er Gouverneur der Provinzen Izumo und Tamba. Er wurde 1390 zusammen mit Ujikiyo angewiesen, die Rebellion seines Bruders Ujiyuki und seines Neffen Tokihiro zu unterdrücken. Einige Zeit später überließ Ukiyuki ihm seine Provinzen, so dass er Hōki und Oki neben seinen bisherigen Provinzen besaß. Zu dieser Zeit besaßen die Yamana 11 Provinzen und damit 1/6 des ganzen Landes. Deshalb wurde sie von den Leuten Herren von einem Sechstel (六分の一殿, Rokubun-no-ichi dono) genannt. Für Shōgun Yoshimitsu war das zu viel Macht, so dass er beschloss, etwas dagegen zu unternehmen. Mitsuyuki lieferte einen Grund, als er versuchte, sich Domänen in der Provinz Izumo anzueignen, die den vormaligen Kaiser gehörten. Yoshimitsu rief seinen Minister Hosokawa Yoriyuki (細川 頼之; 1329–1392) aus dem Exil zurück und bereitete einen Feldzug gegen die Yamana vor. Mitsuyuki wartete nicht, bis er angegriffen wurde, sondern marschierte zusammen mit seinem Schwiegervater in Kyōto ein. Aber Yoshimitsu, unterstützt, von Isshiki Akinori, Hatakeyma Motokuni (畠山基國; 1352–1406) und anderen besiegte sie. Ukikiyo wurde getötet, Mitsukuni konnte nach Kyūshū entkommen. Der große Besitz der Yamana wurde 1392 aufgeteilt, nur die Provinzen Tajima und Hōki wurden ihnen belassen. Drei Jahre später wurde Mitsuyuki ermordet.

- Tokihiro (時; † 1435), Tokiyoshis Sohn und Neffe Mitsuyukis, erhielt 1592 die Provinz Tajima. Als er im folgenden Jahr rebellierte, wurde abgesetzt, seine Provinz wurde eingezogen und ihm wurde befohlen, sein Haupt zu scheren, also den weltlichen Dingen zu entsagen.

- Mochitoyo (持豊) oder Sōzen (宗全; 1404–1473) war Tokihiros Sohn. Er erbte die Provinzen der Yamana, die zu der Zeit aus Tajima, Inaba und Hōki bestanden. 1441 beteiligte er sich an er der Eroberung der Bug Shirahata, die den Untergang der Akamatsu besiegelte. Er erhielt dafür die Provinz Harima. Dann schor er sein Haupt und nannte sich Sōzen: unter diesem Namen ist er vor allem bekannt. Als er dann Shōgun Ashikaga Yoshimasa verärgert hatte, zog er sich nach Tajima zurück und sandte 1454 seinen Sohn Noritoyo an seiner Stelle nach Kyōto. Als im folgenden Jahr Akamatsu Norinao (赤松則尚; 1425–1455) in Harima einmarschierte, besiegte Sōzen und tötete ihn, marschierte dann gegen Kyōto. Als sich der Hosokawa-Klan teilte, stellte Sōzen sich auf die Seite von Hosokawa Yoshinari. Er unterstützte gleicherweise die Rechte von Yoshihisa, Sohn des Shōgun, gegen Yoshimi. Sein Rivale Hosokawa Katsumoto unterstützte Yoshimi, wobei die großen Daimyō in zwei Seiten gespalten waren: Der daraus resultierende Ōnin-Krieg brach 1467 aus und zog sich über zehn Jahre hin. Sōsen starb, zwei Monate bevor sein Rivale Katsumoto starb. Das Ergebnis des Krieges war nicht eindeutig, es gab keine Sieger.

- Koretoyo (是豊), Sōzens Sohn, schlug 1462 Hosokawa Yoshinari bei Kintaiji in der Provinz Kawachi. Während des Ōnin-Krieges verließ er seinen Vater und schloss sich der Seite seines Schwagers Hosokawa Katsumoto an.

- Masatoyo (政豊), ein Enkel Sōsens, nahm 1487 an dem Feldzug des Shōgun Ashikaga Yoshihisa gegen Rokkaku Takayori (六角高頼; 1462–1520) in der Provinz Ōmi teil.

- Toyokuni (豊國; 1548–1626), Nachkomme Masatoyos, war Gouverneur der Provinz Inaba und residierte auf der Burg Tottori. Er weigerte sich eine lange Zeit, die Autorität Toyotomi Hideyoshis anzuerkennen, musste das aber schließlich 1590. Hideyoshi gab ihm zwei Gebiete von Inaba, aber Toyokuni teilte sie unter seinen Gefolgsleuten auf. Er selbst zog es vor, bis zu seinem Tode im Lande umherzuziehen.

Während des Shogunats der Tokugawa blieben Toyokunis Nachkommen in Muraoka (Inaba). Nach der Meiji-Restauration 1868 erhielt der Chef des Hauses den Titel Baron.